# سیارک ۷۲۸۱۹
سیارک ۷۲۸۱۹ (به انگلیسی: 72819 Brunet، نامگذاری:2001HX) هفتاد و دو هزار و هشتصد و نوزدهمین سیارک کشف شده‌است که در ۱۸ آوریل ۲۰۰۱ کشف شد.